# Ghulam Mohiddin Gunga
Ghulam Mohiddin Gunga (ur. 20 czerwca 1934 w Kabulu) – afgański zapaśnik walczący w stylu wolnym. Olimpijczyk z Rzymu 1960, gdzie zajął osiemnaste miejsce w kategorii do 87 kg.
Piąty na igrzyskach azjatyckich w 1962 roku.

## Letnie Igrzyska Olimpijskie 1960
| Konkurencja       | Rundy eliminacyjne         | Rundy eliminacyjne       | Klas. końcowa |
| Konkurencja       | Przeciwnik I               | Przeciwnik II            | Miejsce       |
| ----------------- | -------------------------- | ------------------------ | ------------- |
| 87 kg styl wolnym | Gholam Reza Tachti (IRI) P | Antonio Marcucci (ITA) P | 18.           |